# Мануела Ді Чента
Мануела Ді Чента (італ. Manuela Di Centa, 31 січня 1963) — італійська лижниця, дворазова олімпійська чемпіонка.
Мануела Ді Чента народилася в родині лижників. Вона дебютувала у збірній Італії в 1980 у віці 17 років. На чемпіонаті світу в Осло вона фінішувала восьмою, але після сварки із президентом італійської федерації покинула збірну і повернулася в неї лише в 1986. 
Свої перші медалі, срібло в естафеті та дві бронзи в гонках на 5 км і 30 км, Ді Чента виграла на чемпіонаті світу у Валь-ді-Ф'ємме у 1991. На Альбервільській Олімпіаді вона виборола першу олімпійську медаль - бронзу в естафеті. На чемпіонаті світу 1993 року в Фалуні Ді Чента здобула ще дві срібні медалі — на дистанції 30 км та в естафеті. 
Золотий успіх прийшов до лижниці на Олімпіаді у Ліллехаммері, де вона двічі ставала першою: в гонці на 15 км та 30 км. Крім того Ді Чента двічі ставала другою і один раз, у естафеті - третьою.  Того ж року вона виграла загальний залік Кубка світу. Цей успіх вона повторила у 1996. 
У 1996 Ді Чента стала першою італійкою, нагородженою Холменколленською медаллю. Свою останню значну нагороду Ді Чента отримала в 1998, на Олімпіаді в Нагано, за третє місце в естафеті. Всього Мануела брала участь у п'яти Олімпіадах. 
Завершивши спортивну кар'єру Ді Чента працювала на італійському телебаченні RAI, була членом Італійського НОКу та МОКу, брала участь у підготовці Туринської Олімпіади. У 2003 Ді Чента стала першою італійкою, що покорила Еверест.
Ді Чента відома своїм затятим суперництвом із іншою італійською лижнецею, Стефанією Бельмондо, що подекуди переростало у ворожнечу.  
Мануела сестра дворазового олімпійського чемпіона лижника Джорджо Ді Чента та двоюрідна сестра бігуна Венанціо Ортіса.